# Turn the Lights Back On
〈Turn the Lights Back On〉은 미국의 음악가 빌리 조엘의 싱글이다. 2024년 2월 1일 컬럼비아 레코드를 통해 발매되었으며, 2007년에 발매된 《Christmas in Fallujah》 이후 빌리 조엘이 17년 만에 새로 발매한 싱글이다. 이 곡은 빌리 조엘, 프레디 웩슬러, 아서 베이컨, 웨인 헥터가 작곡했다. 이들 중 프레디 웩슬러는 이 곡의 프로듀서이기도 하다.
이 곡은 빌보드 어덜트 컨템포러리 차트에서 11위로 데뷔했으며, 이는 1997년 《Hey Girl》 커버 이후 처음으로 차트에 진입한 것이다. 이 기록은 빌리 조엘이 어덜트 컨템포러리 차트에서 24번째 톱 10 싱글을 기록하기 전까지 1주일 동안 유지되었다. 더불어, 빌보드 핫 100에서 62위로 진입하여 1997년 〈To Make You Feel My Love〉 커버 이후 처음으로 차트에 진입했다. 〈Turn the Lights Back On〉의 차트 데뷔는 1974년 2월 24일자 핫 100 차트에서 94위로 데뷔한 〈Piano Man〉 이후로 거의 50년 만이다. 빌리 조엘은 이 곡을 제66회 그래미 시상식에서 공연했다. 이는 2002년 이후로 그래미 시상식에서 처음으로 공연한 것이다.

## 배경
빌리 조엘은 1993년에 발매한 《River of Dreams》 이후 대중 음악을 만드는 것을 중단했고, 이후 다른 아티스트들이 그와 함께 새로운 소재를 공동 작업하려는 시도가 있었으나 진행되지 않았다. 빌리 조엘은 이와 관련해 "나는 항상 그것에 저항했다. 작곡이 괴로웠기 때문에 열심히 피했다."고 말했다. 하지만 프레디 웩슬러가 〈Turn the Lights Back On〉을 그에게 보여주었을 때 빌리 조엘의 마음은 바뀌었다. "난 이 가사를 말 그대로 썼을 수도 있다. 이 단어들을 곱씹어보고 이 단어들을 생각해봤는데 이 단어들을 말한 적이 있다. 모든 것이 맞아 떨어졌으니 그것에 저항할 내가 누구인가?" 이에 대해 빌리 조엘은 이렇게 말했다. 빌리 조엘은 곡의 코드 진행, 멜로디, 박자가 마음에 들어 프레디 웩슬러와 함께 곡을 마무리하게 되었다고 덧붙였다.
프레디 웩슬러의 아내는 빌리 조엘의 이전 주치의 중 한 명을 찾아내서 남편(프레디 웩슬러)과 빌리 조엘 간의 만남을 주선했다. 프레디 웩슬러는 그들(빌리 조엘과 프레디 웩슬러)이 "처음 15분 동안 함께 앉아있을 때 매우 독특한 공통점들을 발견했다"며 결국 두 시간 가량 대화를 나누었다고 회상했다. 대화를 하면서 프레디 웩슬러는 빌리 조엘에게 미발매 자료가 있는지 물었고, 그 중 일부를 완성하는 데 도움을 주겠다고 제안했다. 이에 빌리 조엘은 프레디 웩슬러에게 미완성 작품 CD를 보냈고, 둘은 1년이 넘는 시간 동안 곡을 재 편곡 하는 작업을 실시했다. 이들의 만남이 있은지 2년 후 프레디 웩슬러는 빌리 조엘에게 〈Turn the Lights Back On〉을 보여주었고 빌리 조엘은 녹음에 동의했다. 이에 대해 프레디 웩슬러는 "빌리는 자신의 말로 우리가 만난 것은 '운명이라고 생각한다'고 말했고, 몇 년 간의 작곡 과정에서 이 곡을 선보였다. 정말로 빌리 조엘이 스스로 시작했을 아이디어 같은 느낌이 든다."고 말했다.

## 뮤직비디오
2024년 2월 1일에 싱글 발매와 동시에 공식 가사 영상이 공개됐다. 2주 후 워렌 푸와 프레디 웩슬러가 감독한 뮤직비디오가 공개됐다. 뮤직비디오에는 Deep Voodoo가 개발한 AI 기술을 통해 노래를 부르는 젊은 시절의 빌리 조엘 모습을 담았다. 뮤직비디오에는 《Piano Man》 시기, 《The Stranger》 시기, 《Storm Front》 시기, 《River of Dreams》 시기의 빌리 조엘이 노래를 부르는 모습이 등장한다. 뮤직비디오의 첫 장면은 빌리 조엘의 마지막 음반 《River of Dreams》의 마지막 트랙인 〈Famous Last Words〉의 가사가 쓰여진 노트 페이지를 넘기는 것으로 시작된다.

## 평가
《롤링 스톤》의 앤디 그린은 이 곡에 대해 "로멘틱 발라드"라 표현했으며, 또한 이 노래는 "수년 동안 새로운 노래를 기다려온 팬들에게 보내는 메시지이기도 하다."고 덧붙였다.

## 차트
| 차트 (2024)                            | 최고 순위 |
| -------------------------------------- | --------- |
| 이스라엘 (미디어 포리스트)             | 1         |
| Japan Hot Overseas (빌보드 재팬)       | 7         |
| 영국 싱글 다운로드 (OCC)               | 12        |
| UK Singles Sales (OCC)                 | 4         |
| 미국 《빌보드》 핫 100                 | 62        |
| 미국 어덜트 컨템포러리 (《빌보드》)    | 7         |
| 미국 어덜트 팝 에어플레이 (《빌보드》) | 37        |